# フランク・ジャクソン
フランク・キャメロン・ジャクソン（Frank Cameron Jackson、1943年 - ）はオーストラリアの哲学者。専門は心の哲学、認識論、形而上学、メタ倫理学。2008年現在、プリンストン大学、ラトローブ大学、オーストラリア国立大学の3つの大学に教授として所属している。

## 略歴
1943年、アラン・キャメロン・ジャクソンの子供として生まれる。父親のアランも哲学者で、ヴィトゲンシュタインの生徒だった事もある。ジャクソンはメルボルン大学で数学と哲学を学び、ラトローブ大学で哲学の博士号を得る。1967年には、一年間アデレード大学で講師をしていた。1978年にはモナシュ大学哲学部門のチェアー。1986年にはオーストラリア国立大学の教授、および哲学プログラム、社会科学研究課程の代表。1995年には一流の哲学者だけが招かれる名誉ある講演会、ジョンロック講義の講演役を務めた。ちなみに父アランも1957年と1958年にジョンロック講演の講演役を務めている。ジョンロック講演で父子ともに講演役を務めるのはこの例が初めてである。1998年から2001年までオーストラリア国立大学先端研究所のディレクター。2006年にはジャクソンの哲学分野における精力的な研究活動および忍耐強いマネジメント面における貢献に対し、オーストラリアで最も名誉ある賞『オーダー・オブ・オーストラリア』が英国女王から贈られた。

## 研究
ジャクソンの興味の対象は広く、一言で彼の研究分野を絞りきることは難しい。しかし中心となる分野として心の哲学、認識論、形而上学、メタ倫理学がある。
心の哲学の世界における重要な功績として、1982年に発表した論文 "Epiphenomenal Qualia" が挙げられる。この論文でジャクソンは「マリーの部屋」という思考実験を提唱し、物理主義のもつ理論的な問題点を指摘した。

## 著作
ジャクソンの著作の一部
英語
- (1975) "Grue", Journal of Philosophy, LXXI, pp. 113-131.
- (1977) Perception: A Representative Theory, Cambridge University Press.
- (1979) "On Assertion and Indicative Conditionals", Philosophical Review, LXXXVIII, 4, pp. 565-589.
- (1982a) "Epiphenomenal Qualia", Philosophical Quarterly, 32, 127, pp. 127-136. オンライン・テキスト
- (1982b) "Functionalism and Type-Type Identity Theories", Philosophical Studies, 42, pp. 209-225. (with R. Pargetter and E.W. Prior.)
- (1984a) "Weakness of Will", Mind, XCIII, 369, pp. 1-18.
- (1984b) "Petitio and the Purpose of Arguing", Pacific Philosophical Quarterly, 65, 1, pp. 26-36.
- (1985) "On the Semantics and Logic of Obligation", Mind, XCIV, 374, pp. 177-196.
- (1986) "Oughts, Options, and Actualism", Philosophical Review, XCV, 233-255 (With R. Pargetter).
- (1986) "What Mary didn't Know", Journal of Philosophy, 83, 5, pp. 291-295.
- (1987) Conditionals, Basil Blackwell.
- (1988) "Functionalism and Broad Content", Mind, XCVII, 387, pp. 381-400 (with P. Pettit).
- (1990) "In Defence of Folk Psychology", Philosophical Studies, 59, 1, pp. 31-54 (with P. Pettit).
- (1991) "Decision-theoretic Consequentialism and the Nearest and Dearest Objection", Ethics, 101, 3, pp. 461-482.
- (1996) The Philosophy of Mind and Cognition, Basil Blackwell (with David Braddon-Mitchell).
- (1997) From Metaphysics to Ethics: A Defense of Conceptual Analysis, Oxford University Press.
- (1998a) "A Problem for Expressivism', Analysis, 58, 4, pp. 239-51 (with Philip Pettit).
- (1998b) Mind, Method, and Conditionals: Selected Essays, Routledge.
- (2001) "Conceptual Analysis and Reductive Explanation", Philosophical Review, 110, 3, pp. 315-360 (with David J. Chalmers).
- (2003) "Mind and Illusion", in Minds and Persons, Anthony O'Hear (ed), Cambridge University Press, pp. 251-271. オンライン・テキスト